# Comitè per a les Relacions Culturals amb els Països Estrangers
El Comitè per a les Relacions Culturals amb els Països Estrangers (en coreà 대외문화련락위원회, i transliterat a l'alfabet llatí Daeoe munhwaryeollak wiwonhoe) és un òrgan cultural amb seu a Corea del Nord que s'encarrega de controlar el desenvolupament d'una àmplia àrea d'esdeveniments culturals emmarcats en les relacions internacionals de Corea del Nord amb diversos països del món.
Quan funcionaris nord-coreans realitzen visites d'estat, incloent trobades d'alt nivell, oficials d'aquest comitè acostumen a estar presents. Degut a això, la premsa occidental els ha equiparat amb comissaris polítics.